# Hendrik VIII (toneelstuk)

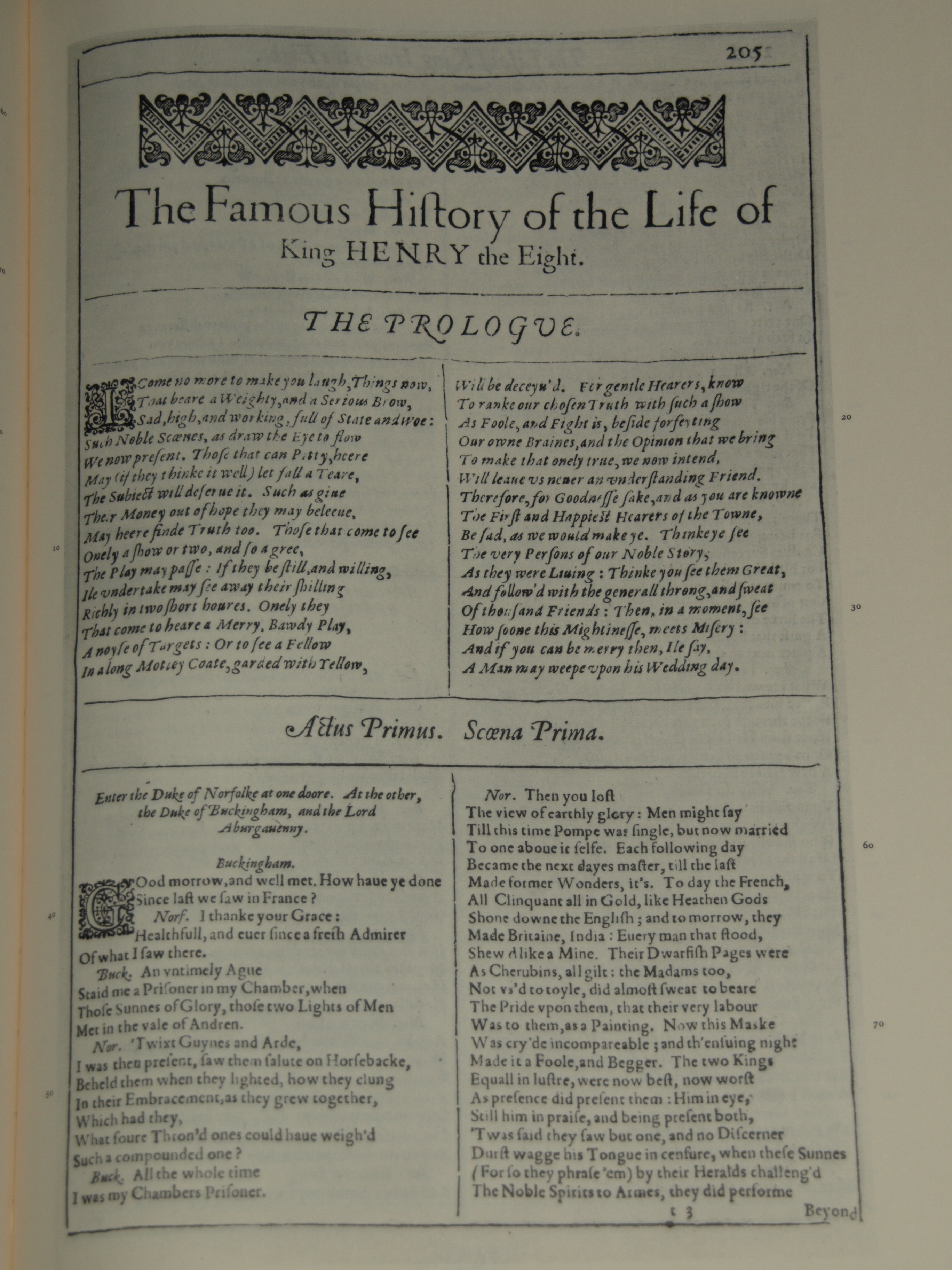
Facsimile van de eerste pagina van The Life of King Henry the Eighth uit the First Folio, gepubliceerd in 1623

Hendrik VIII (Engelse titel: The Famous History of the Life of King Henry the Eighth) (1612-1613), gebaseerd op het leven van de Engelse koning Hendrik VIII van Engeland, was een van de laatste toneelstukken die Shakespeare schreef. Voor het stuk werd gepubliceerd in de First Folio van 1623, was het bekend onder de titel All is True. Stilistisch onderzoek heeft uitgewezen dat Shakespeare het stuk in samenwerking met John Fletcher schreef, hoewel er nog steeds enkele onderzoekers menen dat Shakespeare de enige auteur is.

## Datering en tekst
Henry VIII valt precies te dateren, dankzij de commentaar die een zekere Sir Henry Wotton schreef nadat hij getuige was geweest van een brand die op 29 juni 1613 Globe Theatre in de as legde. Het stuk dat toen op het programma stond, zo schrijft hij drie dagen na de gebeurtenissen in een brief, heette All is True. Hij preciseert ook dat het een nieuw stuk was dat de King's Men brachten, en uit de details blijkt dat het om Henry VIII gaat. Toen de acteur die koning Hendrik speelde binnenkwam in kardinaal Wolseys huis, werd een kanonschot gelost, en dat zette het rieten dak in brand ([...] certain chambers being shot off at his entry, some of the paper, or other stuff wherewith one of them was stopped, did light on the hatch [...] and ran around like a train, consuming within less than an hour the whole house to the very grounds.)
Het stuk werd voor het eerst gepubliceerd in de First Folio (1623) onder de titel The Famous History of the Life of King Henry the Eighth, waardoor het nu algemeen bekendstaat als Henry VIII. Waarom die titelwijziging is doorgevoerd is onbekend. Mogelijk was dit een initiatief van Shakespeares coauteur, John Fletcher, die Shakespeare opvolgde als belangrijkste dramaturg bij de King's Men.

## Dramatis Personae
- Koning Hendrik VIII van Engeland
- Kardinaal Thomas Wolsey
- Kardinaal Lorenzo Campeggio
- Eustace Chapuys, ambassadeur van Karel V, keizer van het Heilige Roomse Rijk
- Aartsbisschop Thomas Cranmer
- Thomas Howard, 2nd Duke of Norfolk
- Edward Stafford, 3rd Duke of Buckingham
- Charles Brandon, 1st Duke of Suffolk
- Thomas Howard, 3rd Duke of Norfolk
- Lord Chamberlain
- Stephen Gardiner, minister, later bisschop van Winchester
- John Longland, bisschop van Lincoln
- George Nevill, 5th Baron Bergavenny (Lord Abergavenny)
- William Sandys, 1st Baron Sandys of the Vyne (Lord Sands)
- Sir Henry Guilford

- Sir Thomas Lovell
- Sir Anthony Denny
- Sir Nicholas Vaux, 1st Baron Vaux of Harrowden
- Thomas Cromwell
- Griffith, bediende van koningin Katherine
- William Butts (Doctor Butts)
- Brandon
- Page van Gardiner
- Suppoost van de Council chamber
- Garter King-at-Arms
- Opziener van de Duke of Buckingham
- Koningin Katherine
- Anne Boleyn (Anne Bullen gespeld in het stuk)
- Oude dame, vriendin van Anne Bullen
- Patience, bediende van koningin Katherine
- Anderen: de portier en zijn knecht, vrouwen in dienst van koningin Katherine, schrijvers, ambtenaren, bewakers, enz.

## Synopsis
‘De Proloog’ komt op het podium om te verklaren dat wat volgt een ernstig toneelstuk is. Een aantal lords, onder wie Buckingham, verschijnen. Buckingham is boos omdat kardinaal Wolsey zulke sterke invloed op de koning heeft. Buckingham verdenkt Wolsey ervan ambitieus en ontrouw te zijn. De andere heren dringen er bij hem op aan om zijn woorden voor zichzelf te houden, maar juist op dat moment komt een bewaker Buckingham arresteren op beschuldiging van verraad. Buckingham gaat rustig naar de gevangenis.
De koning en de koningin wonen een hoorzitting bij waarin Wolsey een voormalig werknemer van Buckingham ('de Opziener') ondervraagt over zijn loyaliteiten. Deze man verklaart dat Buckingham zich verbeeldde de volgende troonopvolger te zijn indien de koning kwam te sterven zonder een erfgenaam. Koning Hendrik is woedend en veroordeelt Buckingham ter dood wegens ontrouw. De koningin vindt echter dat de Opziener handelt vanuit een wrok jegens Buckingham en gelogen heeft bij zijn getuigenis. 
De lords vertrekken naar een etentje in het huis van Wolsey, en de koning komt in vermomming. Wolsey doorziet de vermomming, en de koning ontmoet Anne Bullen (Boleyn). Hij is zeer onder de indruk van haar schoonheid.
Een aantal mannen in de straat bespreken het proces van Buckingham, en hoe welsprekend hij zich verdedigde, maar toch ter dood werd veroordeeld. Ze zijn het erover eens dat het gewone volk Wolsey haat. Buckingham spreekt de mensen toe, en vergeeft hen die zich tegen hem keerden. Hij merkt op hoe zijn eigen dood lijkt op die van zijn vader, die ook door de koning werd gedood terwijl hij heel zijn leven toch loyaal was geweest
Een aantal lords horen geruchten over het plan van de koning om van zijn vrouw, Katharine, te scheiden. Anne hoort het nieuws ook en heeft medelijden met Katharine. Zij bedenkt dat ze zelf nooit koningin zou willen zijn. Niet lang daarna ontvangt ze van de koning geld en een nieuwe titel, als een teken van zijn gevoelens voor haar.
Een kardinaal uit Rome arriveert met de beslissing van de paus over de vraag of Hendrik kan scheiden van Katharine. Katharine smeekt de koning om niet van haar te scheiden, en zegt dat ze twee decennia lang een trouwe en eerlijke echtgenote voor hem is geweest. Ze noemt Wolsey een verrader en weigert zich te onderwerpen aan zijn wil, waarna ze de zaal verlaat. De koning geeft een opsomming van zijn redenen om aan te tonen dat zijn huwelijk met Katharine onrechtmatig is en moet worden ontbonden. Wolsey en de kardinaal van Rome spreken met Katharine en proberen haar ervan te overtuigen om akkoord te gaan met de scheiding, zodat ze onder bescherming van de koning kan blijven. Ze vervloekt hen voor hun rol in haar ondergang, en is woedend als ze terugdenkt aan al die jaren dat ze een trouwe echtgenote is geweest.
De lords vermoeden nu dat Wolsey dubbelspel speelt in de scheiding. Maar voordat ze een plan kunnen uitwerken om hem ten val te brengen, bewerkstelligt Wolsey dit door onachtzaamheid zelf. De koning onderschept een inventaris die Wolsey opstelde van de bezittingen die hij beslag nam van in ongenade gevallen lords, alsook een brief die hij schreef aan de paus om de scheiding die de koning aanvroeg te weigeren totdat Hendrik aan zijn liefde voor Anne zou verzaken. De koning confronteert Wolsey ermee en vraagt Wolsey of hij een goede dienaar is en Wolsey antwoordt bevestigend. Dan toont de koning hem de papieren die hij heeft ontdekt. Wolsey weet dat hij verloren is. De lords beschuldigingen Wolsey en ontdoen hem van zijn titel en bezittingen. Wolsey betreurt zijn ambitieuze gedrag en ziet in dat hij er fout aan deed om zich met staatszaken te bemoeien. Nadat hij heeft gezegd dat hij zichzelf nu eindelijk heeft leren kennen, verlaat hij de zaal. 
De koning kondigt zijn huwelijk met Anne aan en de mensen in de straat haasten zich om naar de optocht van haar kroningsplechtigheid te kijken. Katharine is nu gedegradeerd tot "Princess Dowager” (Prinses-Weduwe), en ze verwacht dat ze nu niet lang meer te leven heeft. Als zij het nieuws van de dood van Wolsey hoort, heeft ze geen goed woord voor hem over, maar Griffith, een van haar kameniers, spreekt vol lof over hem. Dit brengt Katharine ertoe om Wolsey te vergeven.
De lords vernemen dat de koningin (Anne) aan het bevallen is. De koning ontdekt een complot tegen zijn onlangs teruggekeerde vriend Cranmer en verzoekt hem om uit te leggen waar de klachten precies over gaan. Cranmer is ervan overtuigd dat ze hem in de val willen lokken. Daarom geeft de koning hem zijn ring als teken van zijn steun. Ondertussen bevalt Anne van een dochter.
Cranmer moet voor de Raad, waarvan hij lid is, verschijnen om de klachten tegen hem te beantwoorden. De koning volgt vanop een balkon de hele procedure beneden hem. De lords zeggen tegen Cranmer dat er niets aan de klachten kan worden gedaan zolang hij een lid is van de Raad. Ze zullen een gewone burger van hem maken door hem in de Tower op te sluiten. Wanneer de bewakers hem willen meenemen, toont Cranmer hen de ring van de koning. De koning verschijnt en scheldt de lords uit omdat ze onderling strijd leveren. Hij dringt er bij hen op aan om beter met elkaar om te gaan. Cranmer vergeeft degenen die een complot tegen hem hebben opgezet, in het bijzonder Gardiner.
Het volk verzamelt op straat om de doop van de dochter van de koning te zien. Cranmer doopt haar Elizabeth (de latere koningin Elizabeth I) en spreekt over haar toekomstige grootheid en de prestaties die zowel zij als haar opvolgers zullen leveren. 'De Epiloog' komt op het podium en verzoekt het publiek te applaudisseren.